# 1926-os Tour de France
Az 1926-os Tour de France volt a 20. francia körverseny. 1926. június 20-a és július 18-a között rendezték. A Tour de France történetének leghosszabb versenye volt ez az 5745 kilométeres távval. 1904 után másodszor fordult elő, hogy nem Párizsból, hanem Evianból rajtoltak el. Az első szakaszon Jules Buysse húsz perces előnyt szerzett, így a harmadik szakaszig ő vezetett. Ekkor kapta a hírt Lucien Buysse, hogy meghalt a leánya, de fájdalma ellenére folytatta a versenyt. A hatodik szakaszt Félix Sallier nyerte meg, de szabálytalanság miatt a versenybíróság Joseph van Damot nyilvánította nyertesnek. A Bayonne–Luchon szakasznak 76 kerékpáros vágott neki. A hegyi befutó helyre elsőként Lucien Buysse érkezett meg éjfélkor, az indulástól 17 óra múlva. A második 25 perccel később jött meg, de egy óra múlva is csak tízen érkeztek be. Ekkor a versenyrendezőség autót küldött a többiekért, összesen 54 en teljesítették ezt a szakaszt. Összesítésben 1 óra 22 perces előnnyel végzett az első helyen Lucien Buysse.

## Szakaszok
| Szakasz | Időpont    | Végpontok                      | Jellege       | Hossz (km) | Szakaszgyőztes                | Összetett első               |
| ------- | ---------- | ------------------------------ | ------------- | ---------- | ----------------------------- | ---------------------------- |
| 1       | június 20. | Evian – Mülhausen              | Sík szakasz   | 373        | Jules Buysse (BEL)            | Jules Buysse (BEL)           |
| 2       | június 22. | Mülhausen – Metz               | Sík szakasz   | 334        | Aimé Dossche (BEL)            | Jules Buysse (BEL)           |
| 3       | június 24. | Metz – Dunkerque               | Sík szakasz   | 433        | Gustaaf van Slembrouck (BEL)  | Gustaaf van Slembrouck (BEL) |
| 4       | június 26. | Dunkerque – Le Havre           | Sík szakasz   | 361        | Félix Sellier (BEL)           | Gustaaf van Slembrouck (BEL) |
| 5       | június 28. | Le Havre – Cherbourg           | Sík szakasz   | 357        | Adelin Benoit (BEL)           | Gustaaf van Slembrouck (BEL) |
| 6       | június 30. | Cherbourg – Brest              | Sík szakasz   | 405        | Joseph van Dam (BEL)          | Gustaaf van Slembrouck (BEL) |
| 7       | július 2.  | Brest – Les Sables-d’Olonne    | Sík szakasz   | 412        | Nicolas Frantz (LUX)          | Gustaaf van Slembrouck (BEL) |
| 8       | július 3.  | Les Sables d'Olonne – Bordeaux | Sík szakasz   | 285        | Joseph van Dam (BEL)          | Gustaaf van Slembrouck (BEL) |
| 9       | július 4.  | Bordeaux – Bayonne             | Sík szakasz   | 189        | Nicolas Frantz (LUX)          | Gustaaf van Slembrouck (BEL) |
| 10      | július 6.  | Bayonne – Luchon               | Hegyi szakasz | 326        | Lucien Buysse (BEL)           | Lucien Buysse (BEL)          |
| 11      | július 8.  | Luchon – Perpignan             | Hegyi szakasz | 323        | Lucien Buysse (BEL)           | Lucien Buysse (BEL)          |
| 12      | július 10. | Perpignan – Toulon             | Sík szakasz   | 427        | Nicolas Frantz (LUX)          | Lucien Buysse (BEL)          |
| 13      | július 12. | Toulon – Nice                  | Sík szakasz   | 280        | Nicolas Frantz (LUX)          | Lucien Buysse (BEL)          |
| 14      | július 14. | Nice – Briançon                | Hegyi szakasz | 275        | Bartolomeo Aimo (ITA)         | Lucien Buysse (BEL)          |
| 15      | július 16. | Briançon – Evian               | Hegyi szakasz | 303        | Joseph van Dam (BEL)          | Lucien Buysse (BEL)          |
| 16      | július 17. | Evian – Dijon                  | Sík szakasz   | 321        | Camille van de Casteele (BEL) | Lucien Buysse (BEL)          |
| 17      | július 18. | Dijon – Párizs                 | Sík szakasz   | 341        | Aimé Dossche (BEL)            | Lucien Buysse (BEL)          |

## Végeredmény
|                          | Versenyző          | Csapat                 | Idő             |
| ------------------------ | ------------------ | ---------------------- | --------------- |
| 1                        | Lucien Buysse      | Automoto-Hutchinson    | 238 óra 44' 25" |
| 2                        | Nicolas Frantz     | Alcyon-Dunlop          | +1 óra 22' 25"  |
| 3                        | Bartoloméo Aimo    | Alcyon-Dunlop          | +1 óra 22' 51"  |
| 4                        | Théophile Beeckman | Alcyon-Dunlop          | +1 óra 43' 54"  |
| 5                        | Félix Sellier      | Alcyon-Dunlop          | +1 óra 49' 13"  |
| 6                        | Albert Dejonghe    | J. B. Louvet-Wolber    | +1 óra 56' 15"  |
| 7                        | Léon Parmentier    | Jean Louvet-Hutchinson | +2 óra 09' 20"  |
| 8                        | Georges Cuvelier   | Meteore-Wolber         | +2 óra 28' 32"  |
| 9                        | Jules Buysee       | Automoto-Hutchinson    | +2 óra 37' 03"  |
| 10                       | Marcel Bidot       | Thomann-Dunlop         | +2 óra 53' 54"  |
| 126 induló 41 célba érő. |                    |                        |                 |